# کورالی اوکانر
کورالی اوکانر (به انگلیسی: Coralie O'Connor) (زادهٔ ۱ مهٔ ۱۹۳۴) شناگر اهل ایالات متحده آمریکا است.
وی در مسابقات شنا کرال پشت بازی‌های المپیک تابستانی ۱۹۵۲ نماینده کشور آمریکا بوده و در گروه ۳ مرحله اول با قرار گرفتن در جایگاه پنجم از مسابقات حذف شده است.